# Conostigmus terrestris
Conostigmus terrestris är en stekelart som beskrevs av Alan Parkhurst Dodd 1920. Conostigmus terrestris ingår i släktet Conostigmus och familjen trefåresteklar. Inga underarter finns listade i Catalogue of Life.